# تنک کردن

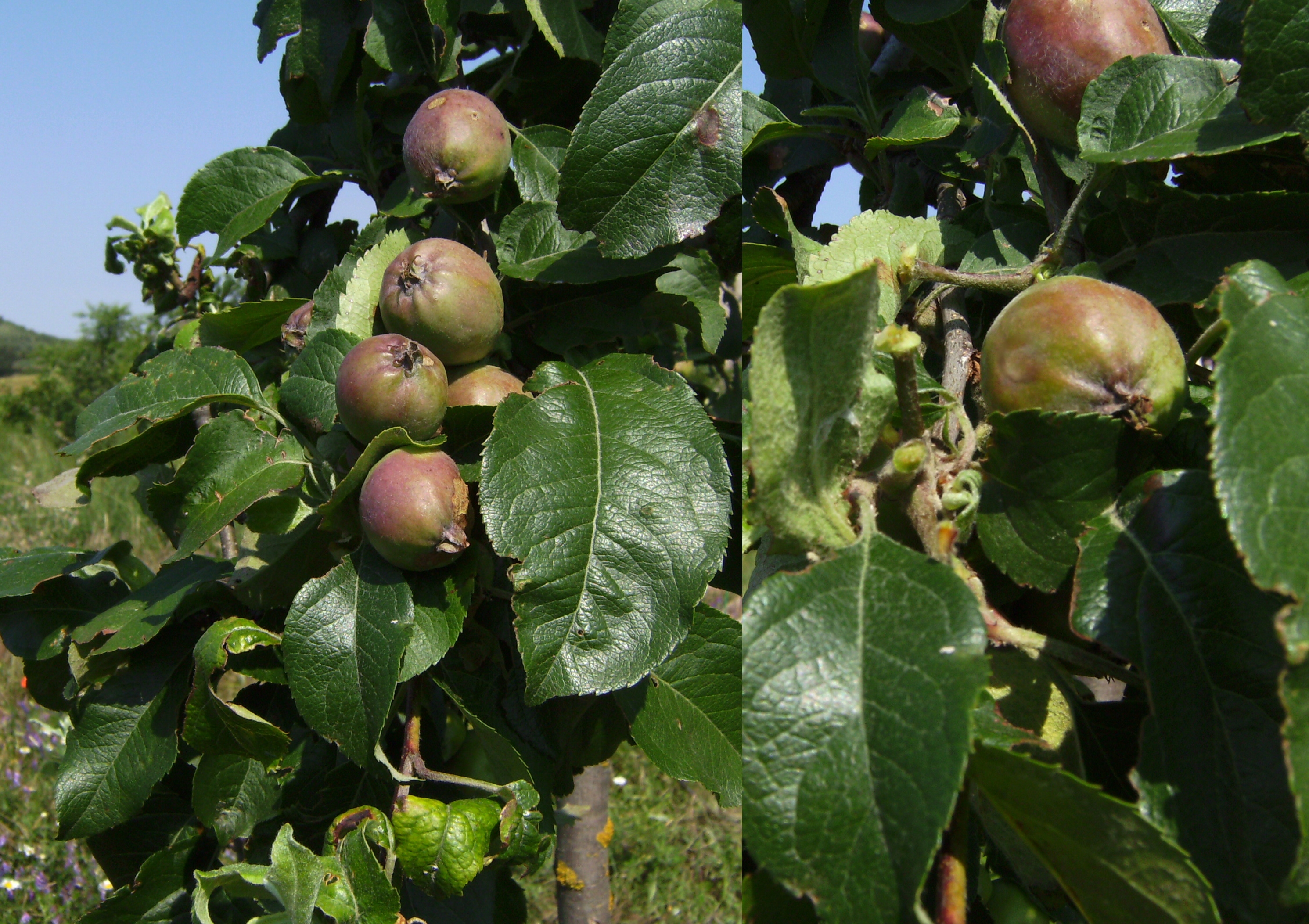
تنک کردن سیب: قبل از تنک کردن (در سمت چپ) بعد از تنک کردن (در سمت راست)

تنک کردن عملی در کشاورزی است که طبق آن گیاهان اضافه کنده شده و فضای رشد برای گیاهان دیگر فراهم می‌گردد.